# Капша (река, впадает в Белое море)
Капша — река в России, протекает по территории городского поселения Кандалакша Кандалакшского района Мурманской области. Длина реки — 10 км.
Река берёт начало из Верхнего Капшозера на высоте 87 м над уровнем моря и далее течёт преимущественно в юго-восточном направлении.
Река в общей сложности имеет 14 малых притоков суммарной длиной 30 км.
Впадает в Капшину губу Белого моря.
Населённые пункты на реке отсутствуют.
Код объекта в государственном водном реестре — 02020000712102000000113.